# Lucas Romero
Lucas Daniel Romero (né le 18 avril 1994 à Loma Hermosa (en) dans le Grand Buenos Aires) est un footballeur argentin, qui évolue au poste de milieu défensif.
Surnommé « El negro » ou encore « El perro, il joue pour le Velez Sarfield, mais en 2016, Lucas Romero signe pour le club de Cruzeiro en série A brésilienne.

## Palmarès
Vélez Sársfield
- Championnat d'Argentine (2) :
  - Champion : 2012-2013 (Ouverture) et 2012-2013 (Superfinale).

- Supercoupe d'Argentine (1) :
  - Vainqueur : 2013.